# Кальдерон, Вальтер
Вальтер Кальдеро́н Карселе́н (исп. Walter Richard Calderón Carcelén; род. 17 октября 1977, Амбуки, провинция Имбабура) — эквадорский футболист, нападающий, наиболее известный по выступлениям за «Депортиво Куэнку» и клуб ЛДУ Кито. Выступал также за сборную Эквадора.

## Биография
Воспитанник клубов ЛДУ Кито, ЭСПОЛИ (клуб эквадорской полиции), 28 мая. В 1997 году стал игроком клуба ЭСПОЛИ и с тех пор права на него принадлежат именно этой команде, даже несмотря на многолетние аренды и успехи в других командах. За ЭСПОЛИ же провёл один — дебютный для себя на профессиональном уровне — сезон в 1999 году.
В 2000—2006 гг. выступал за «Депортиво Куэнку», став настоящей легендой этой команды — в 2004 году провинциальный (не из Кито или Гуаякиля) клуб лишь во второй раз в истории сумел стать чемпионом Эквадора (первый раз это удалось в 2000 году «Ольмедо» из Риобамбы). Одним из вдохновителей на чемпионство стал Кальдерон.
В 2007 году попал в состав одного из исторических грандов эквадорского футбола — «Эль Насьоналя». Провёл неплохой сезон, однако всё же сменил команду. В 2008 году помог «Депортиво Кито» стать чемпионом Эквадора впервые за 40 лет.
В 2009 году был взят в состав абсолютно лучшего клуба Эквадора последних лет — ЛДУ Кито. Несмотря на то, что «Бланкос» не удалось квалифицироваться через чемпионат страны в Кубок Либертадорес, ЛДУ и Вальтеру Кальдерону в 2009 году покорился международный дубль — Рекопа и победа в Южноамериканском кубке.
По окончании 2011 года, в котором Кальдерон сумел с ЛДУ Кито дойти до финала Южноамериканского кубка, игрок сменил команду, начав выступать за ЛДУ Лоха.
С 2006 по 2009 год Вальтер Кальдерон выступал за сборную Эквадора. В 11 проведённых встречах ему отметиться забитыми голами не удалось.

## Титулы и достижения
- Чемпион Эквадора (2): 2004, 2008
- Обладатель Южноамериканского кубка (1): 2009
- Обладатель Рекопы (1): 2009